# Erika Komura
Erika Komura –en japonés, 小村 恵里佳, Komura Erika– (5 de agosto de 1982) es una deportista japonesa que compitió en natación sincronizada. Ganó cinco medallas en el Campeonato Mundial de Natación, en los años 2005 y 2007.

## Palmarés internacional
| Campeonato Mundial | Campeonato Mundial    | Campeonato Mundial | Campeonato Mundial |
| Año                | Lugar                 | Medalla            | Prueba             |
| ------------------ | --------------------- | ------------------ | ------------------ |
| 2005               | Montreal (Canadá)     | Medalla de plata   | Equipo             |
| 2005               | Montreal (Canadá)     | Medalla de plata   | Combinación libre  |
| 2007               | Melbourne (Australia) | Medalla de plata   | Equipo técnico     |
| 2007               | Melbourne (Australia) | Medalla de plata   | Combinación libre  |
| 2007               | Melbourne (Australia) | Medalla de bronce  | Equipo libre       |